# Xantogranuloma necrobiotico
Con il termine xantogranuloma necrobiotico ci si riferisce ad una patologia dermatologica, estremamente rara, lentamente progressiva e ad eziologia sconosciuta.

## Insorgenza
Lo xantogranuloma necrobiotico insorge generalmente in età adulta. L'età media di insorgenza si colloca intorno alla sesta decade

## Cause
Le cause dello xantogranuloma necrobiotico sono sconosciute. È nota la associazione con la paraproteinemia, in particolare con la gammopatia monoclonale a catene IgGk od IgGa. Con una frequenza minore è segnalata l'associazione con gammopatia monoclonale a catene IgA. Circa il 10% dei pazienti evolve verso il mieloma multiplo.

## Segni e sintomi
Si caratterizza per la presenza a livello cutaneo di papule o noduli di colore giallo-rossastre o violacee, che lentamente tendono ad ingrandire e confluire in placche indurite.

Le papule in genere si localizzano al volto, a livello perioculare e palpebrale. Meno frequentemente le manifestazioni si possono evidenziare al tronco ed agli arti.

Circa la metà dei pazienti svilupperà complicanze oculistiche quali cheratiti, scleriti, uveiti o masse orbitali.

## Manifestazioni extracutanee
Nello xantogranuloma necrobiotico le manifestazione extracutanee sono estremamente comuni. Gli organi più frequentemente coinvolti sono: cuore, polmoni, reni, fegato, milza, apparato gastrointestinale, sistema nervoso centrale.

Il linfoma di Hodgkin, la leucemia linfocitica cronica (CLL), la amiloidosi, la macroglobulinemia, la crioglobulinemia ed altre malattie linfoproliferative sono stati segnalate in associazione allo xantogranuloma necrobiotico.

## Istopatologia
Secondo molti Autori la paraproteinemia favorisce la deposizione di immunoglobuline e di complessi lipidici a livello cutaneo. L'evoluzione è verso una reazione da corpo estraneo a cellule giganti con attivazione dei monociti ed accumulo intracellulare di lipidi. L'esame istologico mostra un granuloma con aree di necrosi e degenerazione del collagene, che si infiltra dal derma fino al grasso sottocutaneo. Istiociti, cellule giganti, accumuli di colesterolo e follicoli linfoidi si associano al granuloma.

## Trattamento
Allo stato attuale tutti i trattamenti per lo xantogranuloma necrobiotico si sono dimostrati di scarsa efficacia.
Vi è indicazione alla rimozione chirurgica delle lesioni cutanee. In alcuni casi le lesioni sono state trattate con corticosteroidi (prednisone, desametasone) e sostanze alchilanti (clorambucile, melfalan).
La rimozione chirurgica delle lesioni palpebrali è spesso seguita da una recidiva con tendenza allo sviluppo di cicatrice e retrazione palpebrale. In alcuni pazienti è stata tentata la rimozione tramite crioterapia con risultati insoddisfacenti.